# Langballigau (Fluss)
Die Langballigau (auch Reebek, Langball Beck, Langballieau, Langballiger Au, Langballig-Au) ist ein Fließgewässer im Kreis Schleswig-Flensburg in der Landschaft Angeln in Schleswig-Holstein. Sie wird im Wasser- und Bodenverband Langballigau mit der Gewässernummer A geführt. Sie entspringt als verrohrtes Fließgewässer auf einer intensiv genutzten Ackerfläche nördlich der Landesstraße L21 im Söruper Ortsteil Löstrupstamm unweit der Wasserscheide von Nord- und Ostsee. Sie fließt zunächst nach Norden und schwenkt dann nach Westen durch Swensbyhof und dann nach Norden nach Hollehitt. Sie tritt nach 3,3 Kilometer in einer sich auf siebzig Zentimeter erweiternden Röhre zum ersten Mal an die Erdoberfläche. Nach 404 Meter fließt sie in eine 100 Meter lange Röhre mit einem Meter Durchmesser und kommt dann wieder beim Grundhofer Ortsteil Reumoos an die Erdoberfläche. Nach nur 263 Meter verschwindet die Langballigau für 373 weitere Meter wieder in einem Rohr und kommt in unmittelbarer Nähe des Gutes Reumoos  wieder zu Tage. Von dort fließt sie in Richtung Norden am östlichen Ortsrand des Ortsteils Grundhof der Gemeinde Grundhof vorbei und unterquert am Westrand des Ortsteils Streichmühle der Gemeinde Dollerup die Bundesstraße B 199. Danach fließt sie in einem weitgehend natürlichem Lauf Richtung Nordwesten durch den Ortsteil Unewatt der Gemeinde Langballig und schwenkt dann nach Norden, um im Hafen des Ortsteils Langballigau in die Flensburger Förde und damit der Ostsee zu münden, siehe auch Karte 1. Die Langballigau hat eine Gesamtlänge von 13,8 Kilometer, wovon 3,8 Kilometer unterirdisch verlaufen.
Nach der Unterquerung der Bundesstraße B199 betritt die Langballigau das im Jahre 1990 gegründete Naturschutzgebiet Tal der Langballigau und verbleibt darin bis zur Mündung. Dieses Naturschutzgebiet ist seit dem Jahre 2006 Teil des europäischen NATURA 2000-Schutzgebietes FFH-Gebiet Küstenbereiche der Flensburger Förde von Flensburg bis Geltinger Birk.
Auf Wunsch der Eigentümer hat es vor dem Ersten Weltkrieg Bestreben gegeben, den Lauf der Langballigau zu begradigen und die umliegenden Ländereien zu entwässern, um sie landwirtschaftlich nutzbar zu machen. Es gab dann konkrete wasserbauliche Planungen, die aber bei Kriegsbeginn nicht weiter verfolgt wurden. Zwischen den Weltkriegen und kurz danach wurden diese Pläne immer wieder diskutiert. Wegen der hohen Kosten und einem geringen Nutzen sowie einer geänderten Einstellung zu solchen Maßnahmen wurden diese Pläne nicht weiter verfolgt.

## Ökologie
Die Langballigau wird von der Bundesanstalt für Gewässerkunde (BfG) als berichtspflichtiges Gewässer über den ökologischen und chemischen Zustand eines Wasserkörpers an die Europäische Union zur Einhaltung der europäischen Wasserrahmenrichtlinie (WRRL) geführt. Dazu wird sie in zwei Wasserkörper eingeteilt, siehe auch Tabelle 1. Der erste Wasserkörper „Langballigau OL“ umfasst den Oberlauf der Langballigau von der Quelle bis zur Willewattstraße bei Grundhof. Daran an schließt sich der Wasserkörper „Langballigau“ bis zu deren  Mündung in die Flensburger Förde und der gesamte linke Zulauf der Schulau von der Quelle bis zur Mündung in die Langballigau. Es befinden sich an beiden Wasserkörpern 22 Messstellen für Chemie und Biologie des Landesamtes für Umwelt des Landes Schleswig-Holstein (LfU SH), siehe Karte 2. Für die Unterläufe der Langballigau und der Schulau wurden laut Digitalem Strukturverzeichnis (DSV) des Landesverbandes der Wasser- und Bodenverbände Schleswig-Holstein (LWBV), den Wasser- und Bodenverbänden (WBV) und dem Land Schleswig-Holstein (LLUR) überwiegend die Gesamtbewertung „mäßig“ vergeben (in DSV-Karte hellgrün). Der Oberlauf der Schulau südlich der B 199 dagegen ist nur mit „unbefriedigend“ eingestuft worden (in DSV-Karte ockerfarben). Innerhalb des Naturschutzgebietes Tal der Langballigau gibt es auch Abschnitte, die mit „gut“ bewertet wurden (in DSV-Karte dunkelgrün).
Bis zum Jahre 2028 muss gemäß WRRL für alle Gewässer in der Europäischen Union ein „guter“ ökologischer und chemischer Zustand erreicht werden.
| Wasserkörperbezeichnung | Kennung           | Wasserkörperlänge [km] | Gewässertyp                                   | Kategorie           | Ökologisches Potenzial (gesamt) | Chemischer Zustand (gesamt) | Schadstoffe mit Überschreitung der Umweltqualitätsnorm (UQN)                    |
| ----------------------- | ----------------- | ---------------------- | --------------------------------------------- | ------------------- | ------------------------------- | --------------------------- | ------------------------------------------------------------------------------- |
| Langballigau OL         | DERW_DESH_FF_05_A | 4,64                   | Kiesgeprägte Tieflandbäche (LAWA-Typcode: 16) | erheblich verändert | mäßig                           | nicht gut                   | Nitrate, Bromierte Diphenylether (BDE), Quecksilber und Quecksilberverbindungen |
| Langballigau            | DERW_DESH_FF_05_B | 18,83                  | Kiesgeprägte Tieflandbäche (LAWA-Typcode: 16) | natürlich           | unbefriedigend                  | nicht gut                   | Nitrate, Bromierte Diphenylether (BDE), Quecksilber und Quecksilberverbindungen |

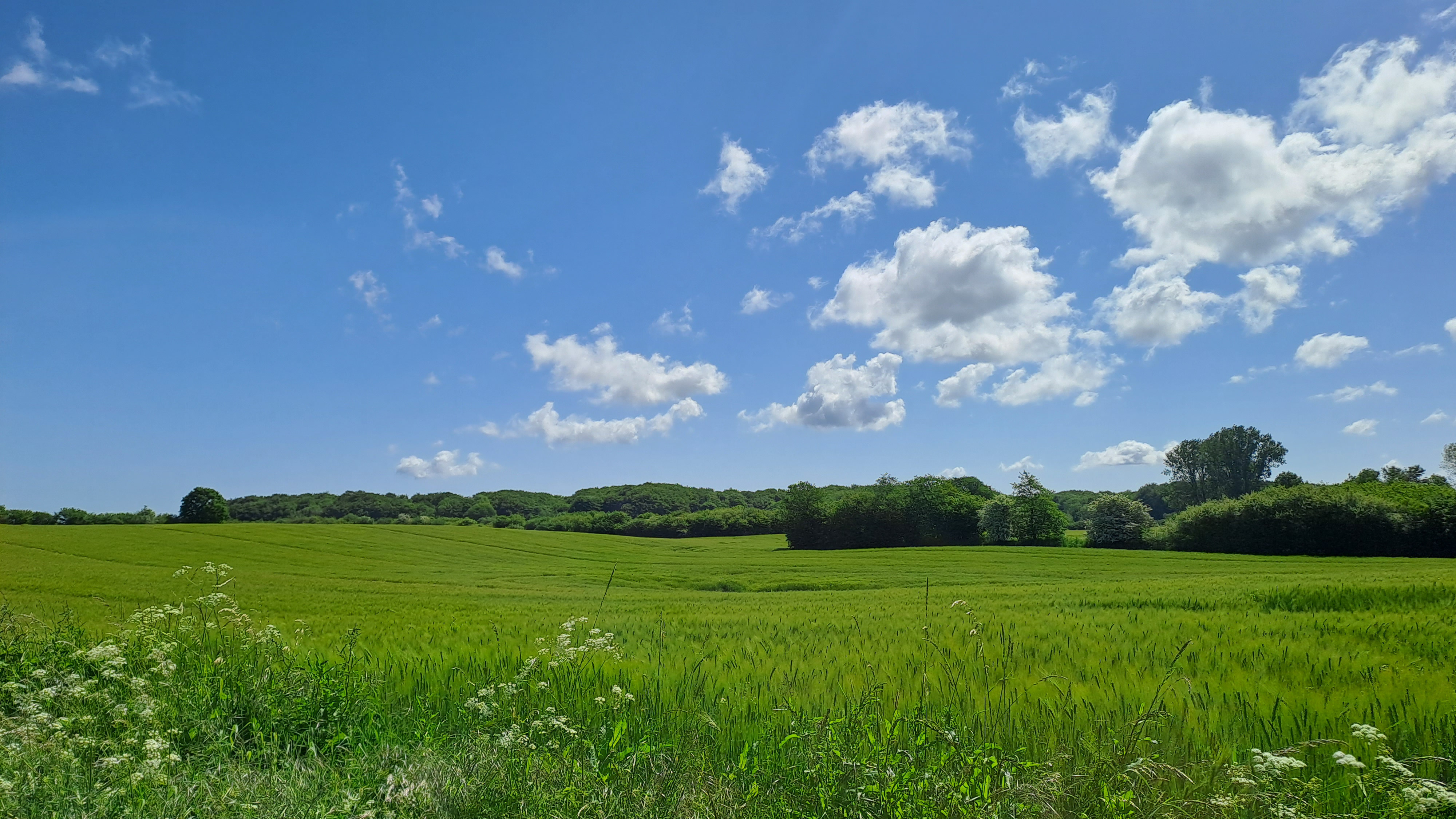
Quellgebiet der Langballigau (Rohrsystem) in Barg
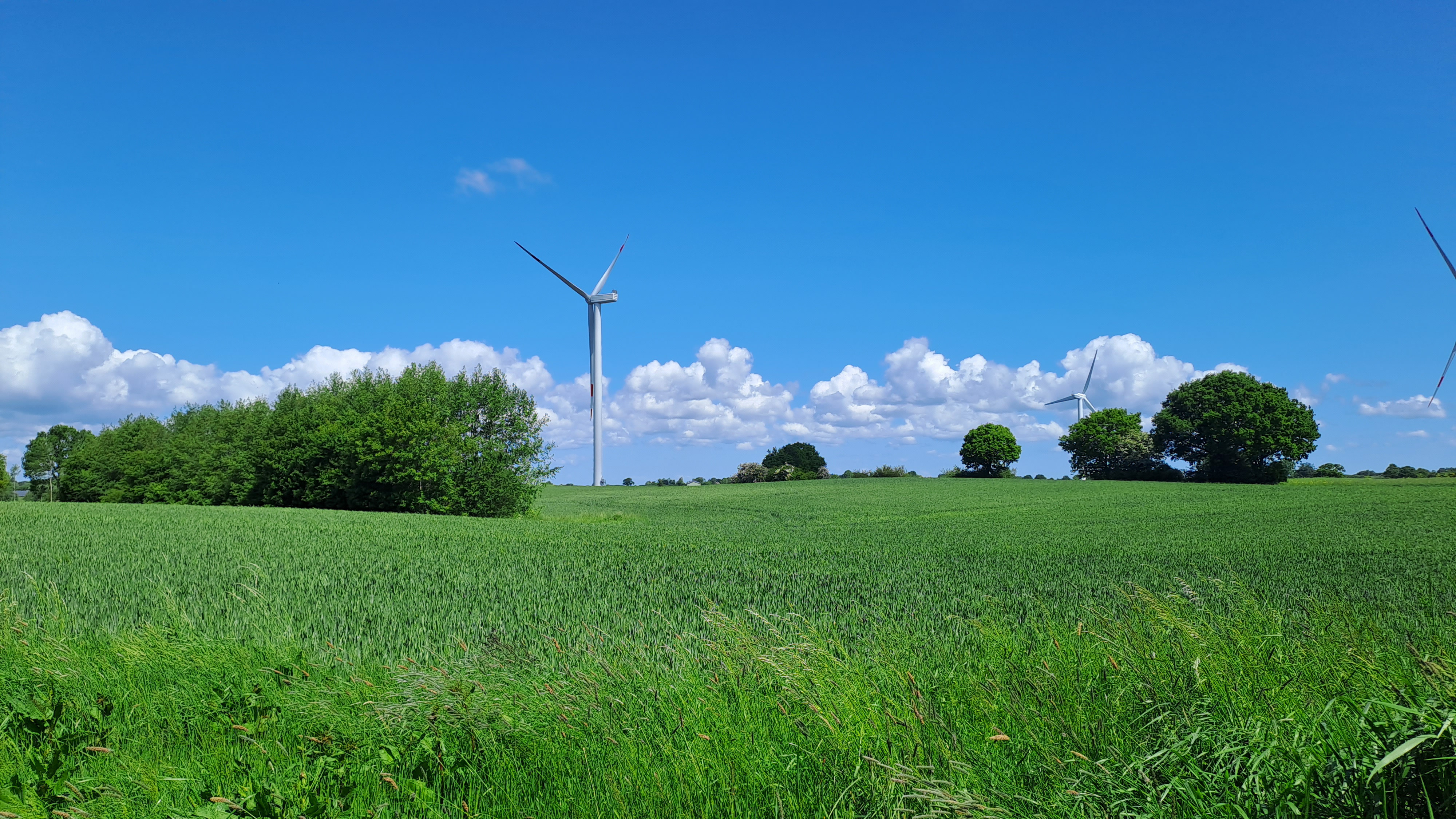
Langballigau verlässt das Rohrsystem bei Hollehitt
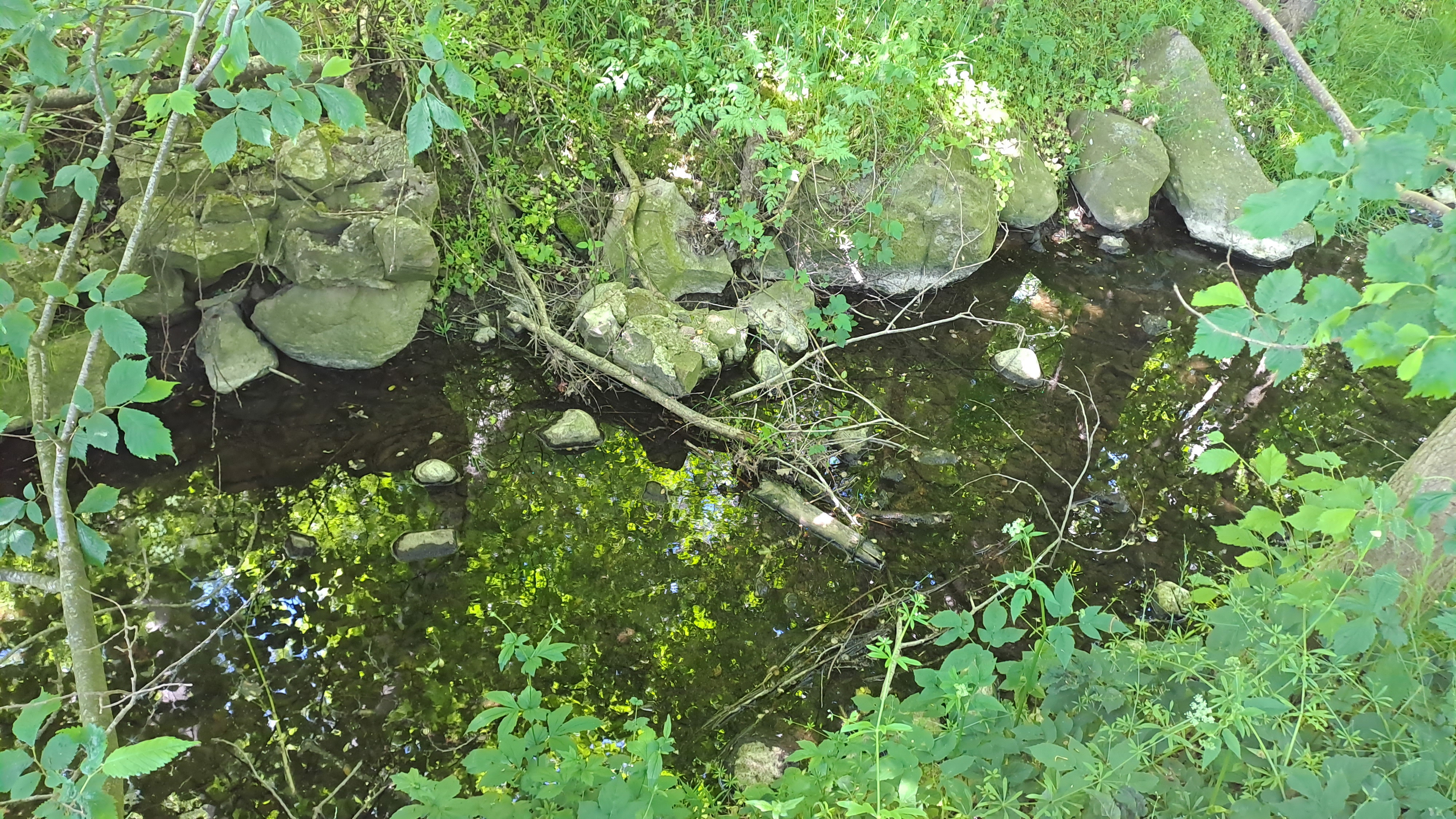
Langballigau im Wald bei Willewatt
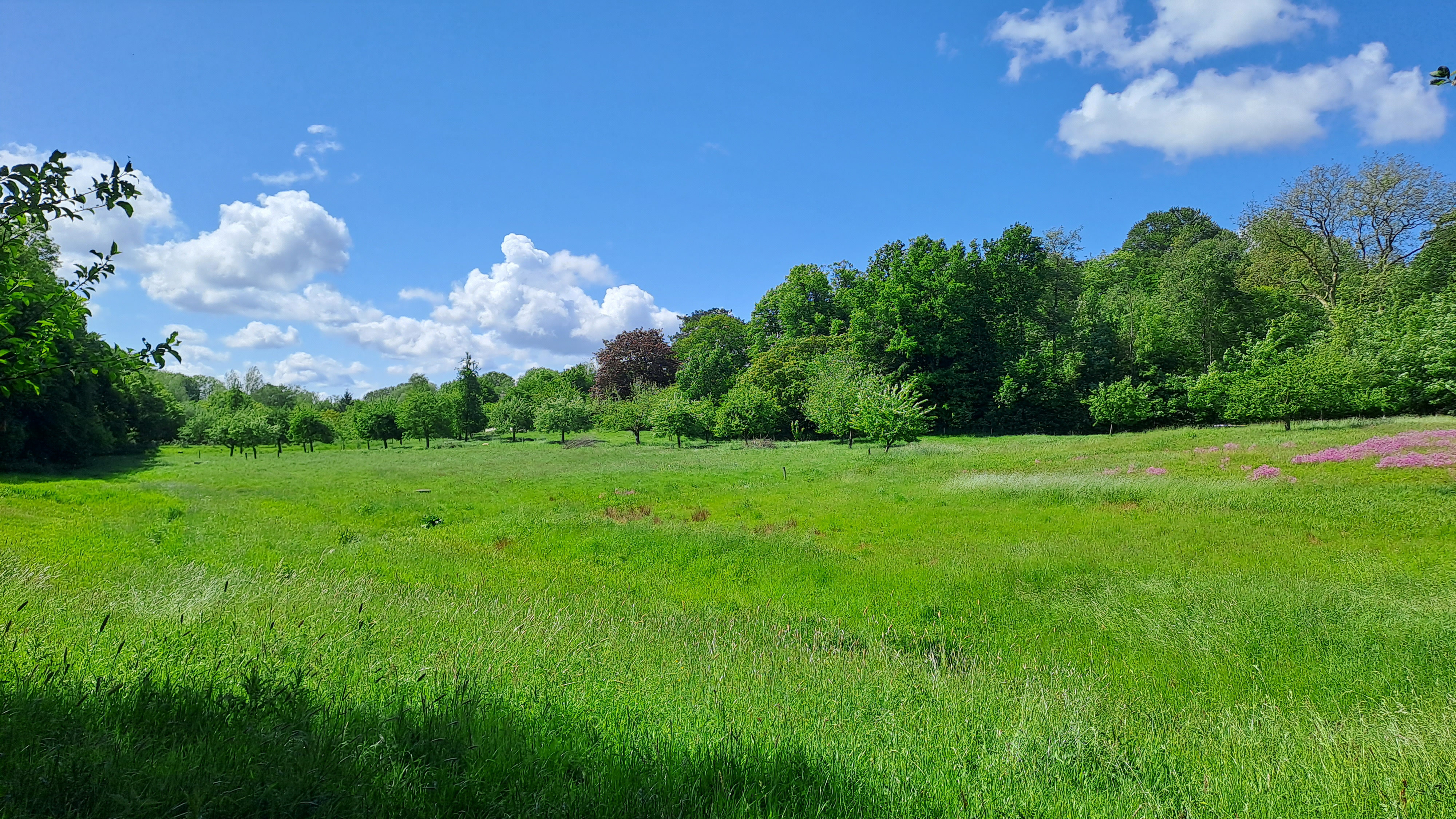
Tal der Langballigau bei Grundhof
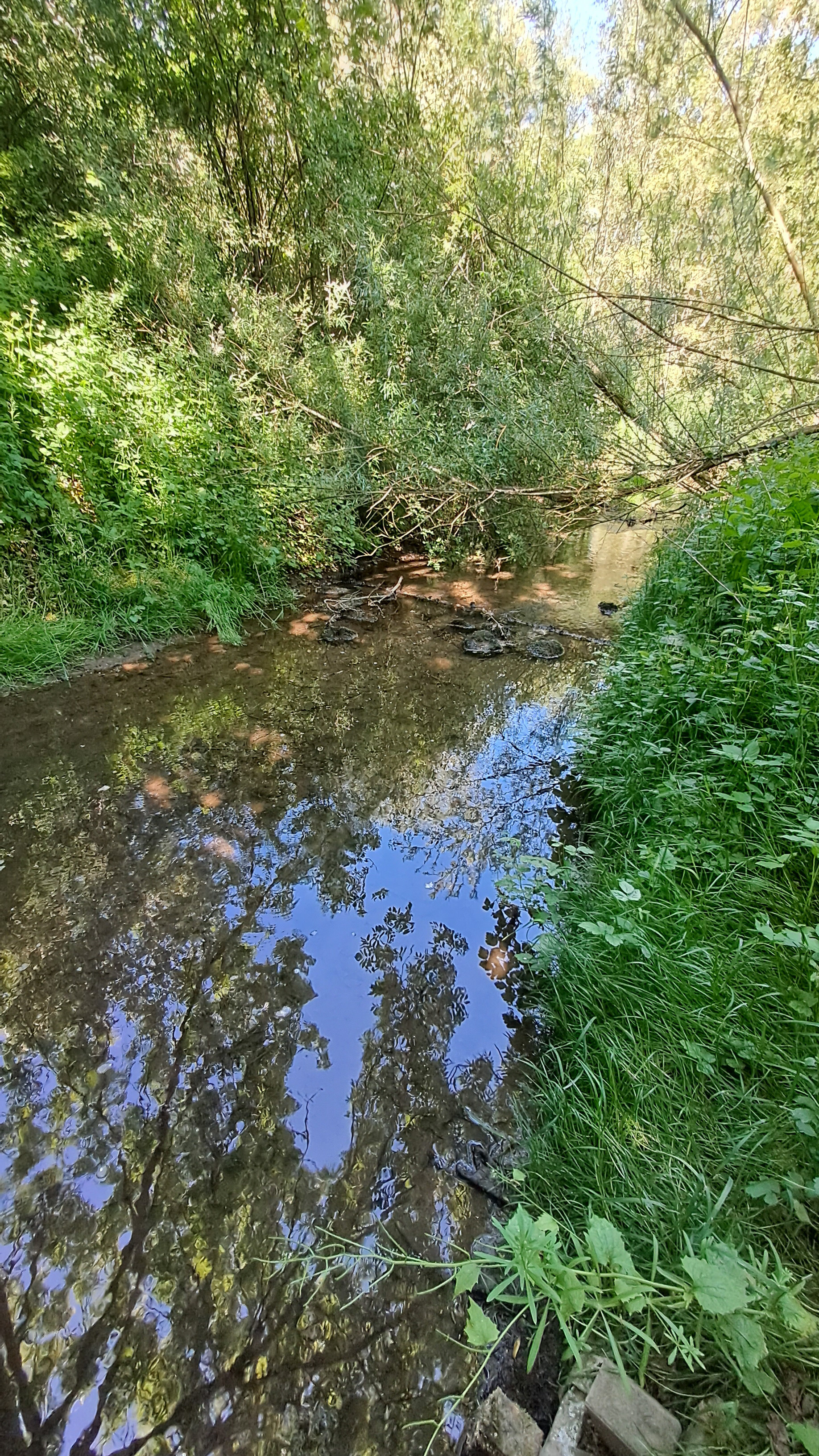
Langballigau in Streichmühle
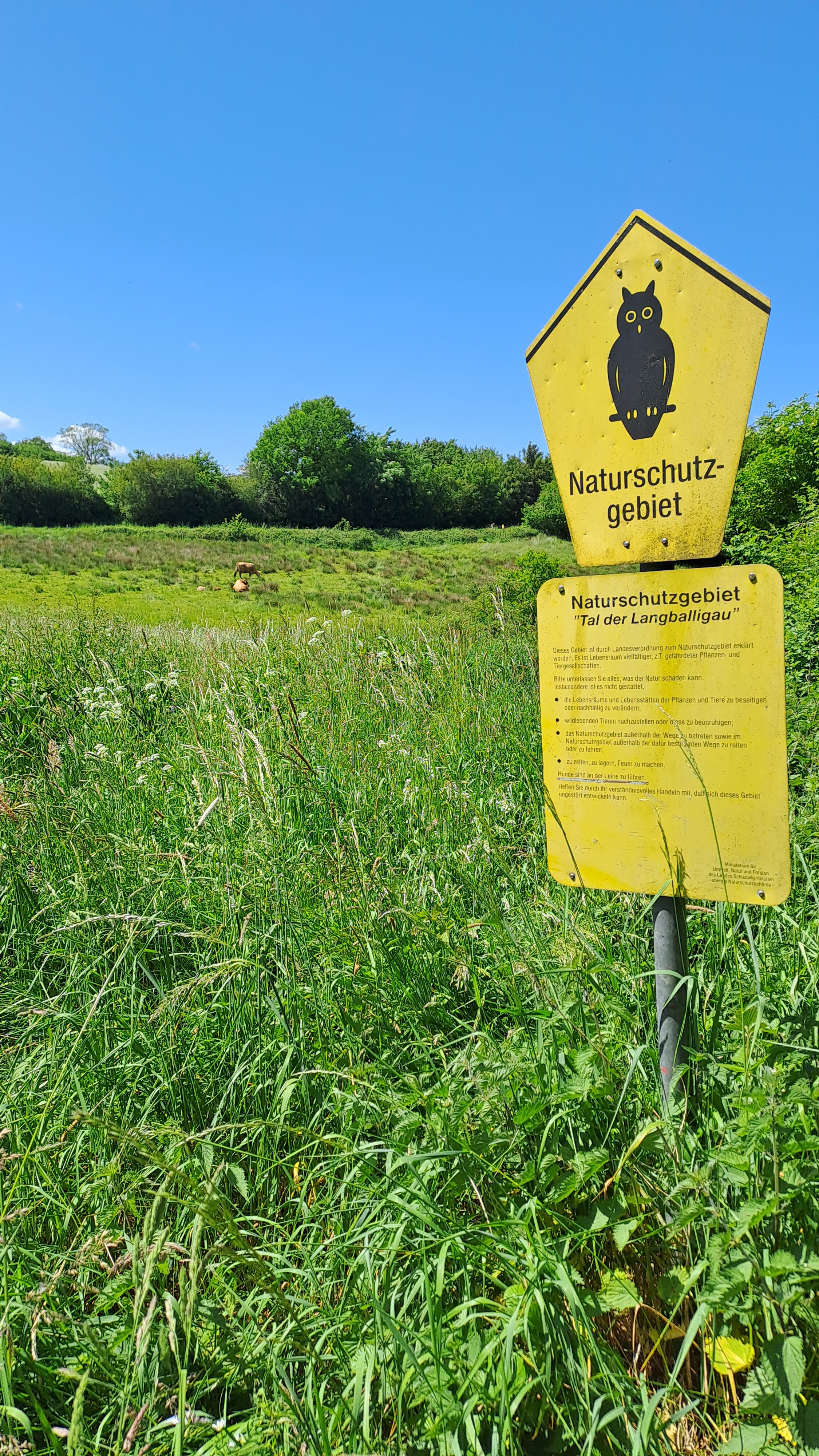
NSG Tal der Langballigau
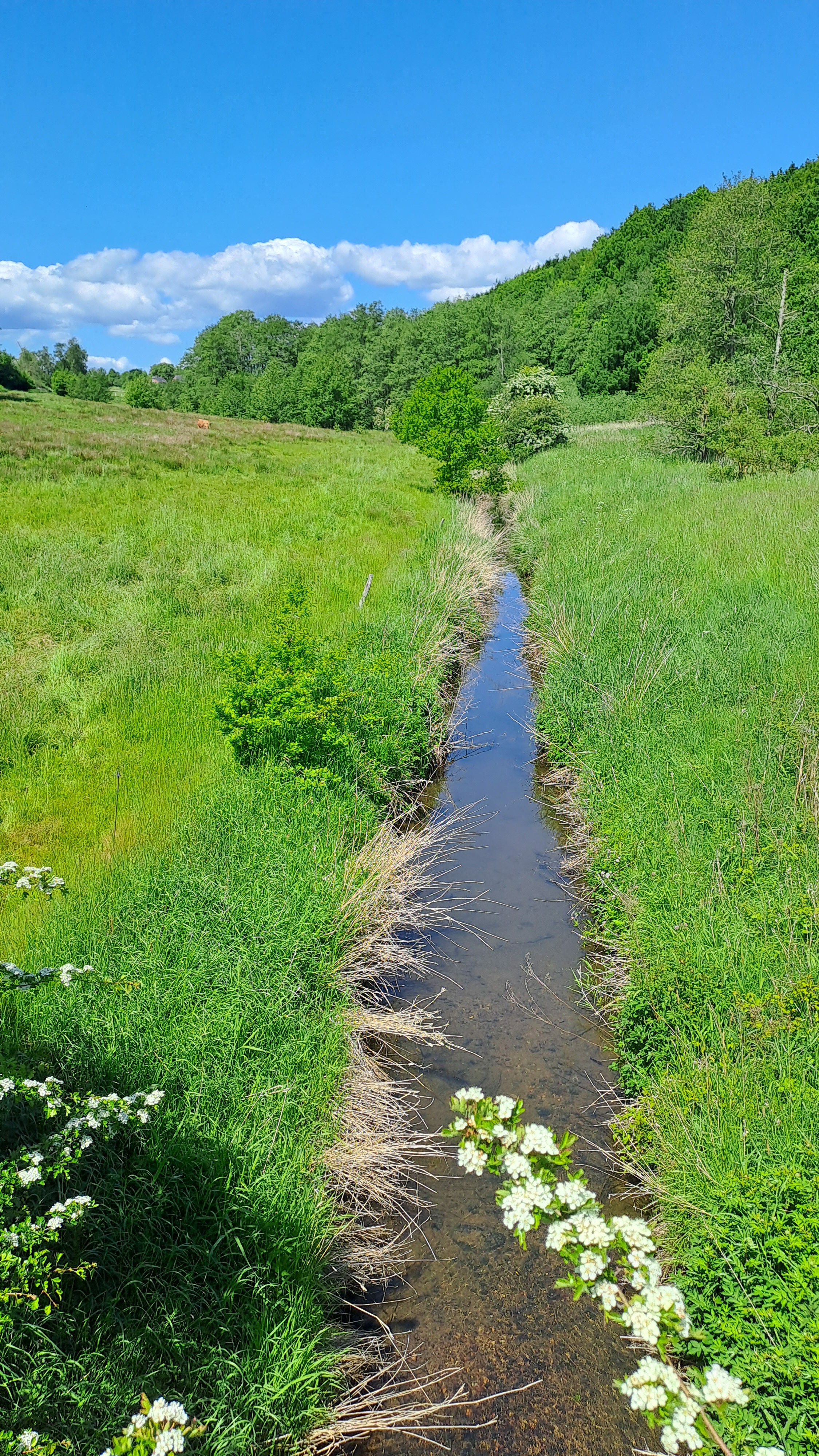
Langballigau in der Terkelstofter Schweiz
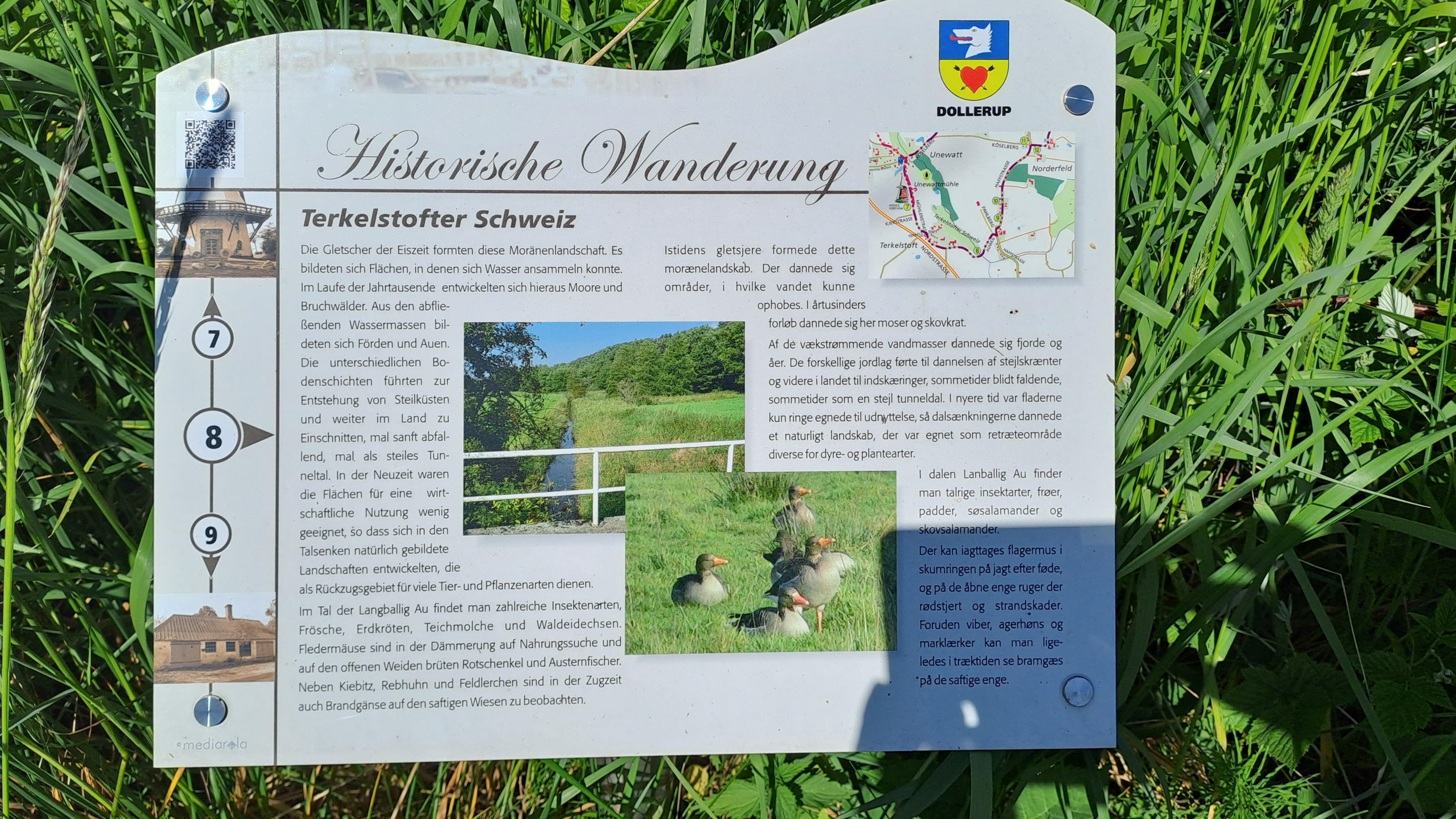
Langballigau in der Terkelstofter Schweiz
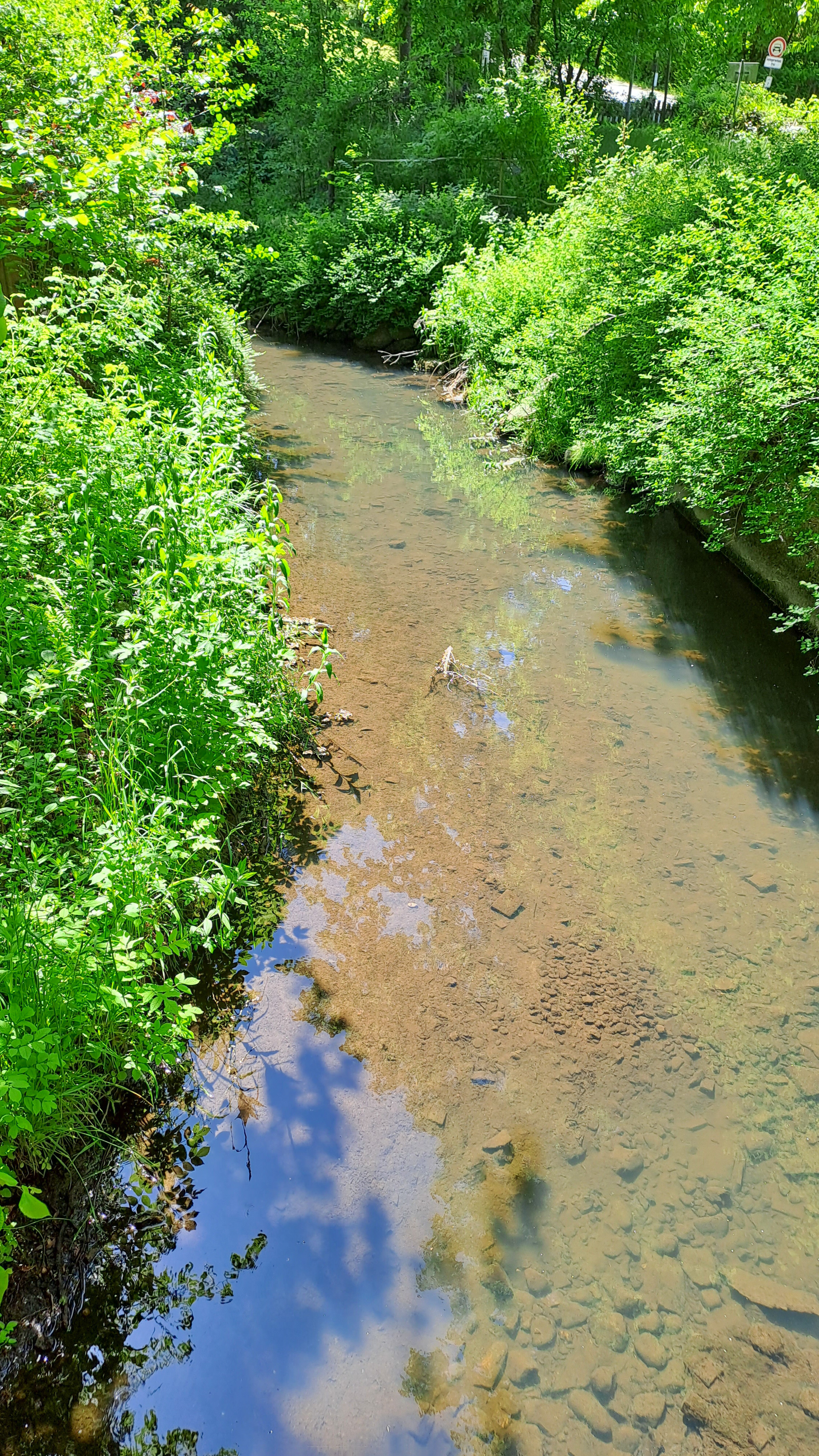
Langballigau in Unewatt
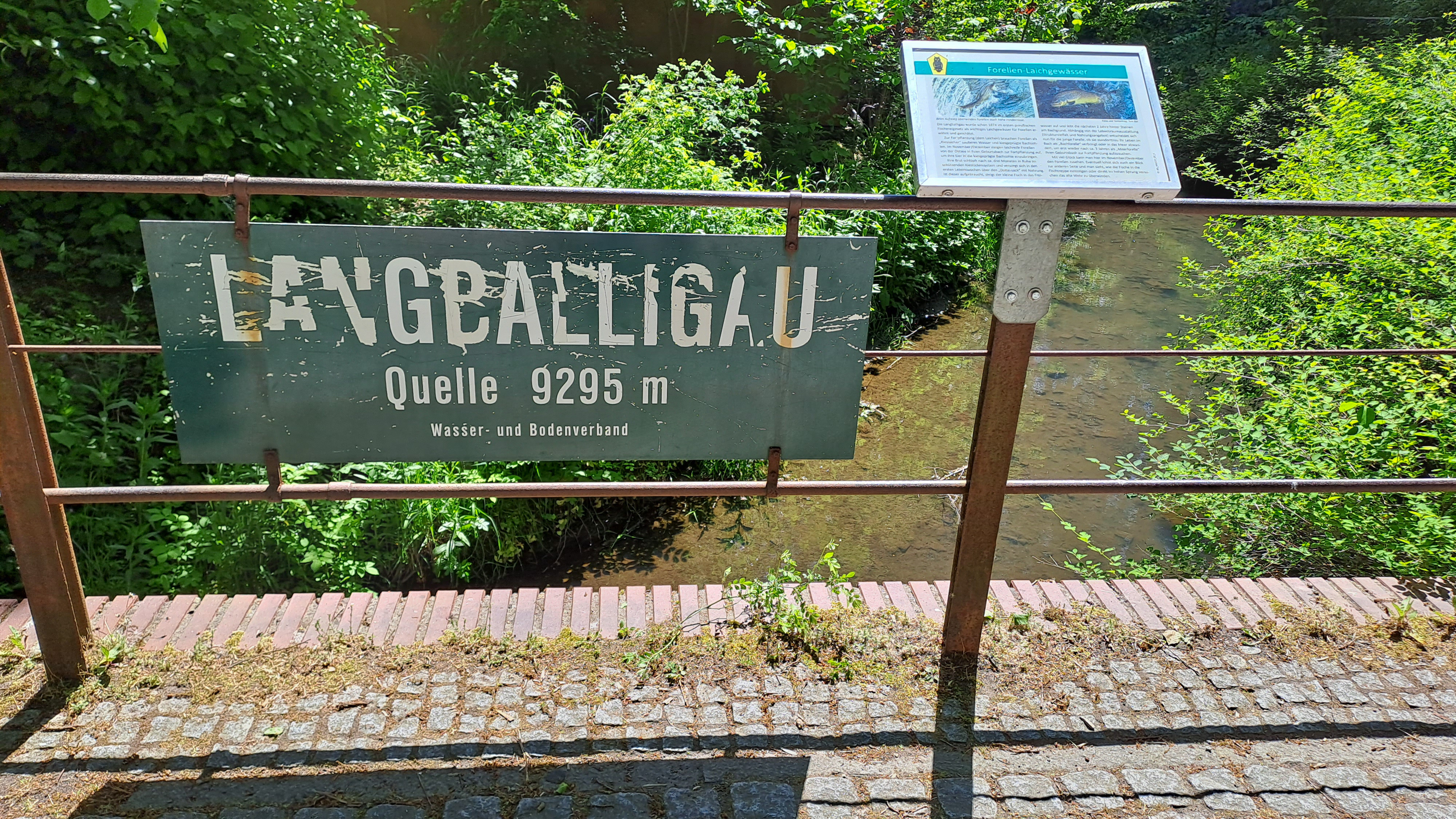
Langballigau in Unewatt
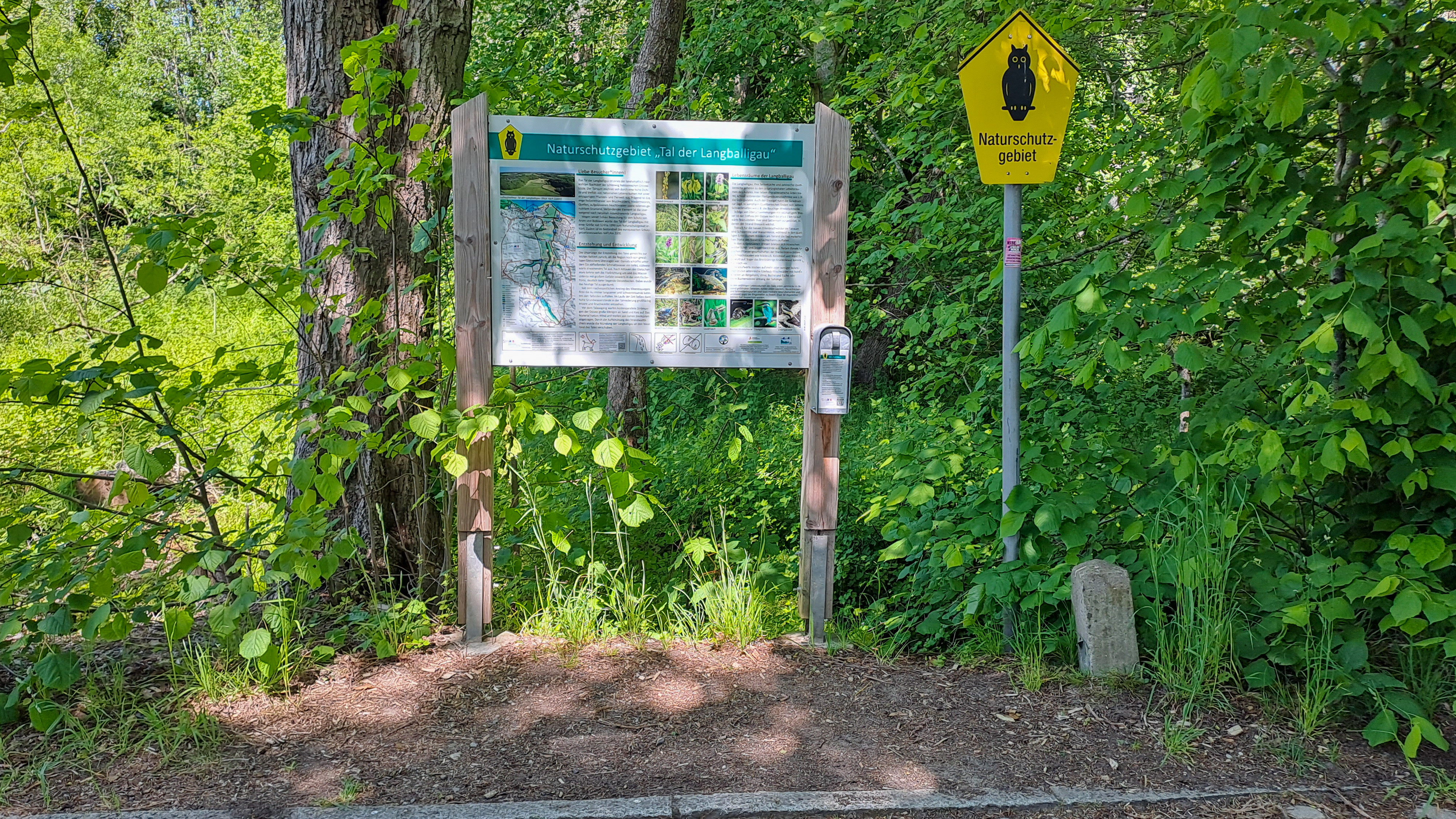
NSG Tal der Langballigau in Unewatt
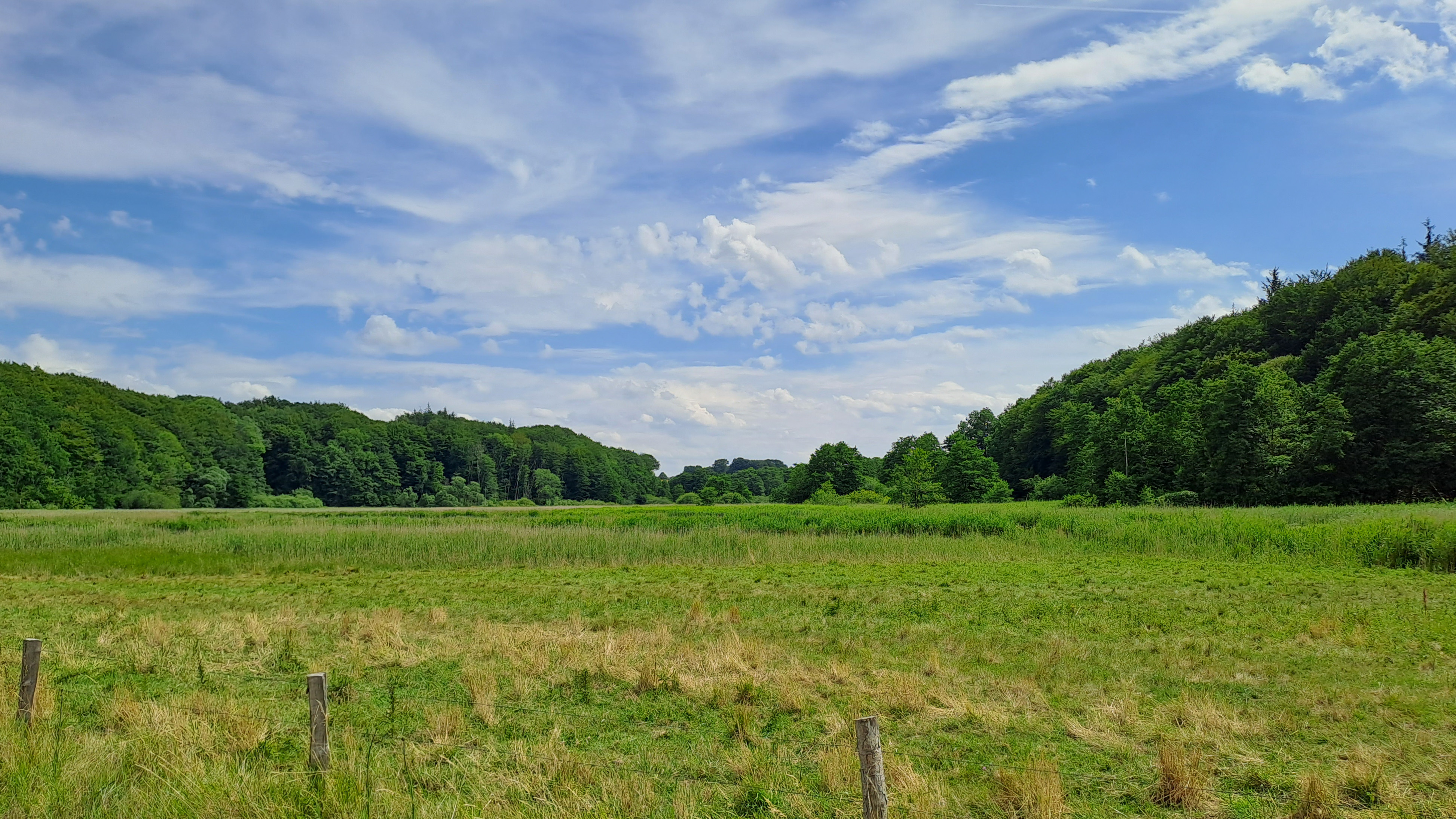
Tal der Langballigau südlich der L 21
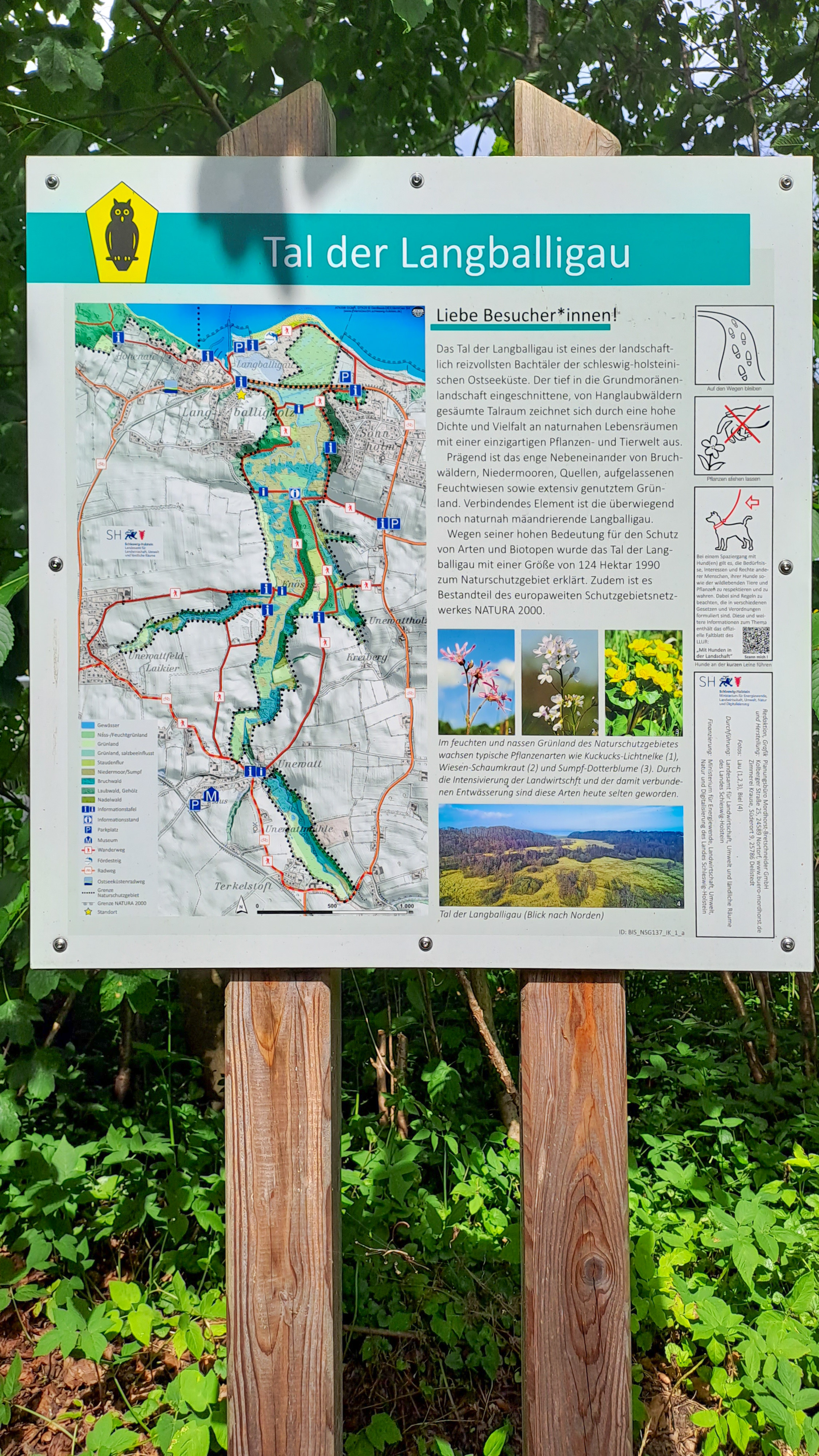
NSG Tal der Langalligau
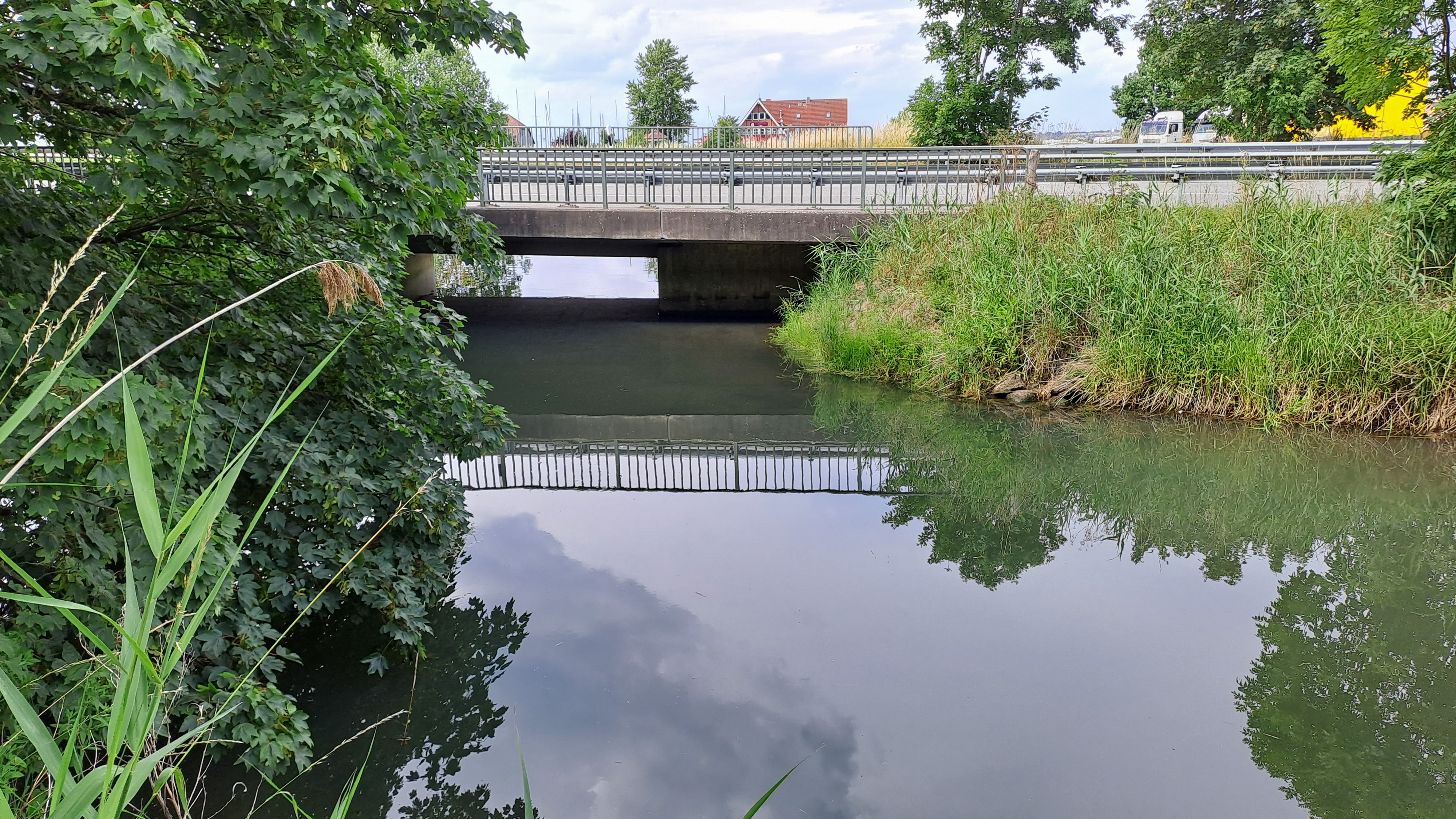
Langballigau vor der Unterquerung der L21
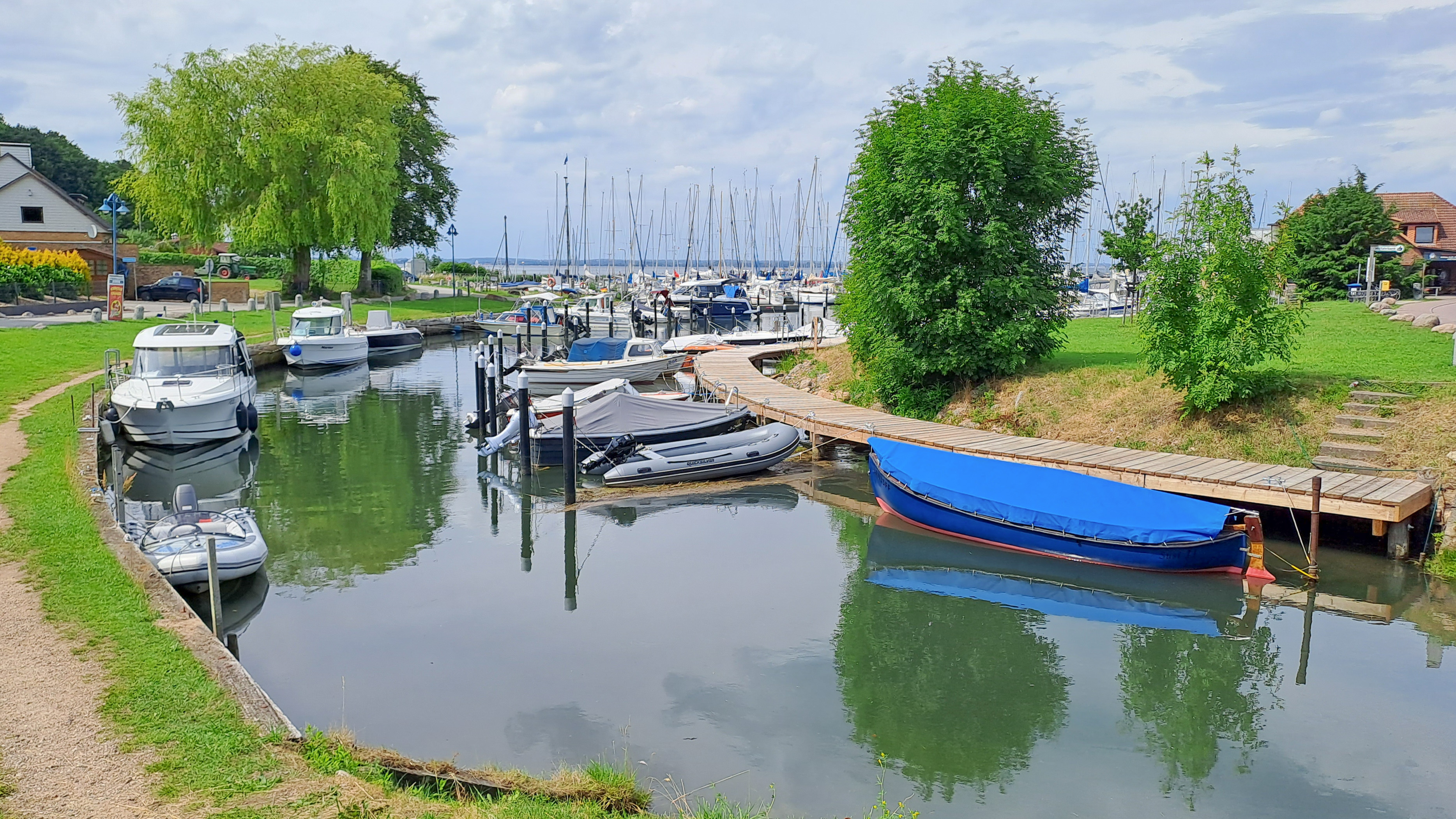
Mündung der Langballigau in die Flensburger Förde (Ostsee)